# Ammerbach (Litzldorfer Bach)
Der Ammerbach ist kurzer Nebenlauf des Litzldorfer Bachs bei Kirchdorf am Inn. Er entsteht im Oberen Rohretfilzen, wird aber auch durch eine Ableitung des Litzldorfer Bachs gespeist. Danach verläuft er durch Kirchdorf am Inn und mündet dort in den selbigen.